# 宇都宮國綱
宇都宮國綱（宇都宮国綱，1568年—1608年1月9日，永禄11年至慶長12年），下野國的戰國大名。

## 略歷
天正4年8月7日（1576年8月30日）父親廣綱死後，繼承宇都宮氏第22代當家。但因為年少，國內有壬生氏、皆川氏等反對勢力興起，國外則有後北条氏的侵攻。國綱於是與常陸國佐竹氏、下總國結城氏、甲斐國武田勝賴結盟，後來並打算尋求豐臣秀吉的協助。
然而，在小田原征伐之前，包括鹿沼城、真岡城、壬生城等周邊諸城全被北条方寢返，國綱不得不從原據點平城的宇都宮城，遷移到山城的多氣城，並敦請秀吉出陣。
天正18年（1590年）於秀吉的小田原征伐中參陣，受石田三成的指揮進攻忍城，獲得下野國18萬石的所領安堵。之後跟隨秀吉於文祿之役參陣。文祿3年（1594年）獲賜豐臣姓。
然而，慶長2年10月13日（1597年11月22日）突然接到秀吉的命令遭到改易，只能投靠女婿宇喜多秀家。改易原因是，由於國綱沒有子嗣，原本打算迎來五奉行之一淺野長政的三男長重為養子，但遭到國綱的弟弟芳賀高武的強烈反對，並將促成此事的國綱側近今泉高光殺害。長政對此憤恨不已，於是向秀吉進讒下令改易。
國綱自宇都宮被追放後，秀吉聲稱「於朝鮮之役立下戰功，就同意家族再興」，宇都宮氏於是參戰慶長之役，並於順天城之戰立下戰功。但因為秀吉去世，家族再興一事不了了之。
之後於諸國之間流浪，慶長12年（1607年）於江戶淺草的石濱地區，在失意潦倒中病死。享年40岁。
兒子義綱成人後，擔任水戶藩士。國綱之妻小少將成為德川和子的乳母，並跟隨和子上京。